# Chris Loder
Chris Loder (ur. we wrześniu 1981 w Sherborne) – brytyjski polityk, członek Partii Konserwatywnej. W latach 2019–2024 poseł do Izby Gmin z okręgu West Dorset.

## Życiorys
Urodził się w 1981 roku w Sherborne. Dorastał na należącej do rodziców farmie nieopodal Folke. Uczęszczał do The Gryphon School w Sherbourne. Przed rozpoczęciem kariery parlamentarnej pracował na kolei, osiągając wysokie stanowiska kierownicze.
W wieku 18 lat rozpoczął karierę w samorządzie lokalnym - został wybrany na stanowisko parish clerk (odpowiednik sołtysa) w miejscowości Bishop’s Caundle. W 2013 został wybrany radnym dystryktu West Dorset.
Okazjonalnie grał na organach w kościołach w zachodnim Dorset.
W 2019 roku został wybrany posłem do Izby Gmin z okręgu West Dorset. Nie uzyskał reelekcji w następnych wyborach.